# Il destino degli Eldowin
Il destino degli Eldowin  è un romanzo fantasy del 2007 della scrittrice italiana Laura Iuorio, primo capitolo della trilogia degli Eldowin.

## Trama
Il regno elfico degli Eldowin è al massimo del suo splendore e, nella prospera città di Azales, uomini ed elfi convivono in pace da secoli. Gli Eldowin regnano con saggezza e giustizia, gestendo diplomaticamente gli arrembanti uomini e conservando la tradizione dei longevi elfi, ma questo equilibrio è tanto idilliaco quanto fragile. E un antico nemico celato dietro una facciata insospettabile si prepara a consumare la sua terribile vendetta, volta a distruggere la famiglia e tutto quanto la favolosa stirpe ha costruito.
Molto tempo dopo, un'improbabile compagnia di avventurieri dalle origini disparate si trova ad affrontare una perigliosa ricerca, dai confini dell'Argelar, dominati dal misterioso ed implacabile Adras l'Oscuro, fino ai segreti inconfessabili del Varlas e di una mitica e favolosa città di cui si è persa la memoria.

## Edizioni
- Laura Iuorio, Il destino degli Eldowin, Fanucci, 2007, ISBN 88-347-1336-2.